# Danny Pudi
Daniel Mark Pudi, dit Danny Pudi, est un acteur américain, né le 10 mars 1979 à Chicago.
Après des études à l'université Marquette de Milwaukee, il commence une carrière dans l'improvisation théâtrale, puis à la télévision et au cinéma. Il devient célèbre avec son rôle d'Abed Nadir dans la série télévisée Community (2009-2015) de NBC, un personnage qui devient rapidement l'un des favoris du public en raison de son attitude excentrique et qui lui vaut trois nominations successives au Critics' Choice Television Award du meilleur acteur dans un second rôle dans une série télévisée comique (2011, 2012 et 2013).

## Biographie

### Jeunesse et formation
Danny Pudi est le fils de Teresa (née Komendant) et Abraham Pudi, respectivement programmeuse et homme d'affaires. Il est d'origine indienne par son père et polonaise par sa mère. Il grandit avec sa mère dans le sud de Chicago, où il suit des cours de danse et développe un intérêt pour la comédie en regardant Saturday Night Live et Monty Python's Flying Circus,.
Il fait ses études supérieures à l'université Marquette, où il se distingue en cours d'art dramatique par sa créativité et son sens de l'humour et devient le premier gagnant du Chris Farley Scholarship, ce qui lui vaut de participer à une improvisation théâtrale devant des célébrités comme Dave Chappelle. En 2001, il sort de Marquette diplômé en communication et théâtre et décidé à entamer une carrière d'acteur.

### Carrière

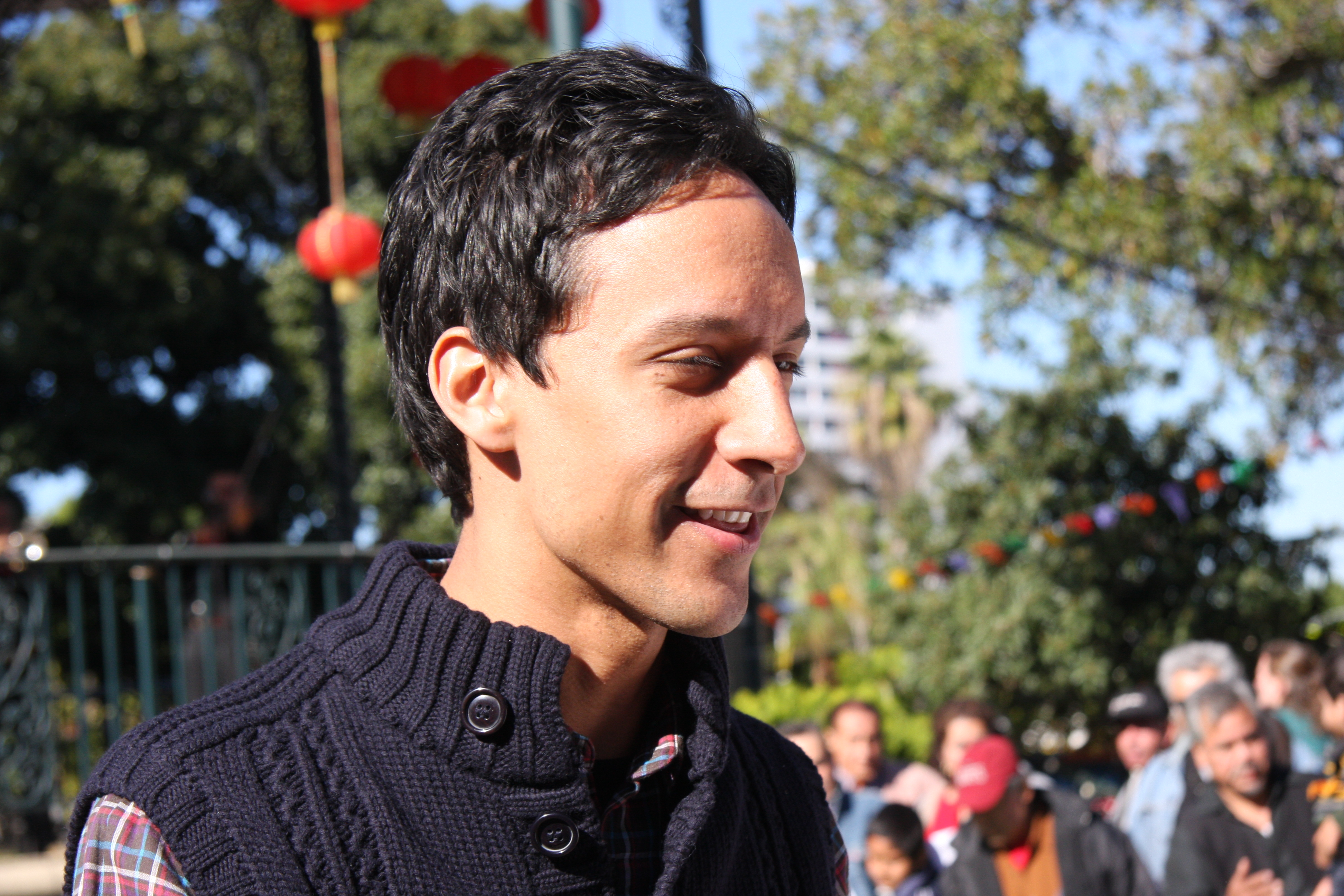
En janvier 2010.

Il intègre des troupes d'improvisation théâtrale telles que The Second City, avant de s'installer à Los Angeles en 2005. Il commence sa carrière à la télévision en 2006 par un petit rôle dans Urgences et un rôle récurrent dans Gilmore Girls. Il joue ensuite un personnage récurrent dans Greek (2007) et fait ses débuts au cinéma avec un second rôle dans le film Road Trip: Beer Pong (2009). Il tourne un spot publicitaire humoristique à l'échelle nationale pour T-Mobile, ce qui lui permet de se faire remarquer, tout en continuant à travailler à temps partiel comme recruteur d'entreprise.
Il accède à la célébrité en décrochant en 2009 l'un des rôles principaux de la série télévisée Community, celui d'Abed Nadir, un étudiant passionné de culture populaire et socialement excentrique qui se définit à travers le cinéma et les séries télévisées. Ce personnage devient un breakout character qui vole régulièrement la vedette lors des scènes dans lesquelles il apparaît et il est très populaire auprès du public,. Avec son partenaire Donald Glover, il improvise régulièrement la dernière scène de chaque épisode, gimmick qui devient une marque de fabrique de la série. Paste Magazine classe son personnage à la première place des meilleurs personnages de séries télévisées en 2011, le décrivant comme le « centre émotionnel de la série », et citant son obsession pour la pop culture et ses facéties avec son meilleur ami Troy Barnes comme éléments décisifs de certains des meilleurs moments du show. Il tient ce rôle jusqu'à l'arrêt, peut-être provisoire, de la série en 2015 et devrait le reprendre dans une possible suite cinématographique.
En dehors de sa participation à Community, il apparaît dans plusieurs films, interprétant notamment des seconds rôles dans Maman, j'ai raté ma vie (2012) et Knights of Badassdom (2013) et faisant une apparition dans Captain America : Le Soldat de l'hiver (2014), réalisé par Anthony et Joe Russo, qui ont également réalisé des épisodes de Community.

### Vie privée
Il s'est marié en 2004 avec Bridget Showalter, qu'il a rencontrée lors de sa première année à l'université. Ensemble, ils ont des jumeaux : James Timothy et Fiona Leigh, nés le 12 janvier 2012.
C'est un passionné de sport en général et en particulier de basketball, discipline dans laquelle il supporte les Golden Eagles de Marquette. Il a également participé à plusieurs marathons.

## Filmographie

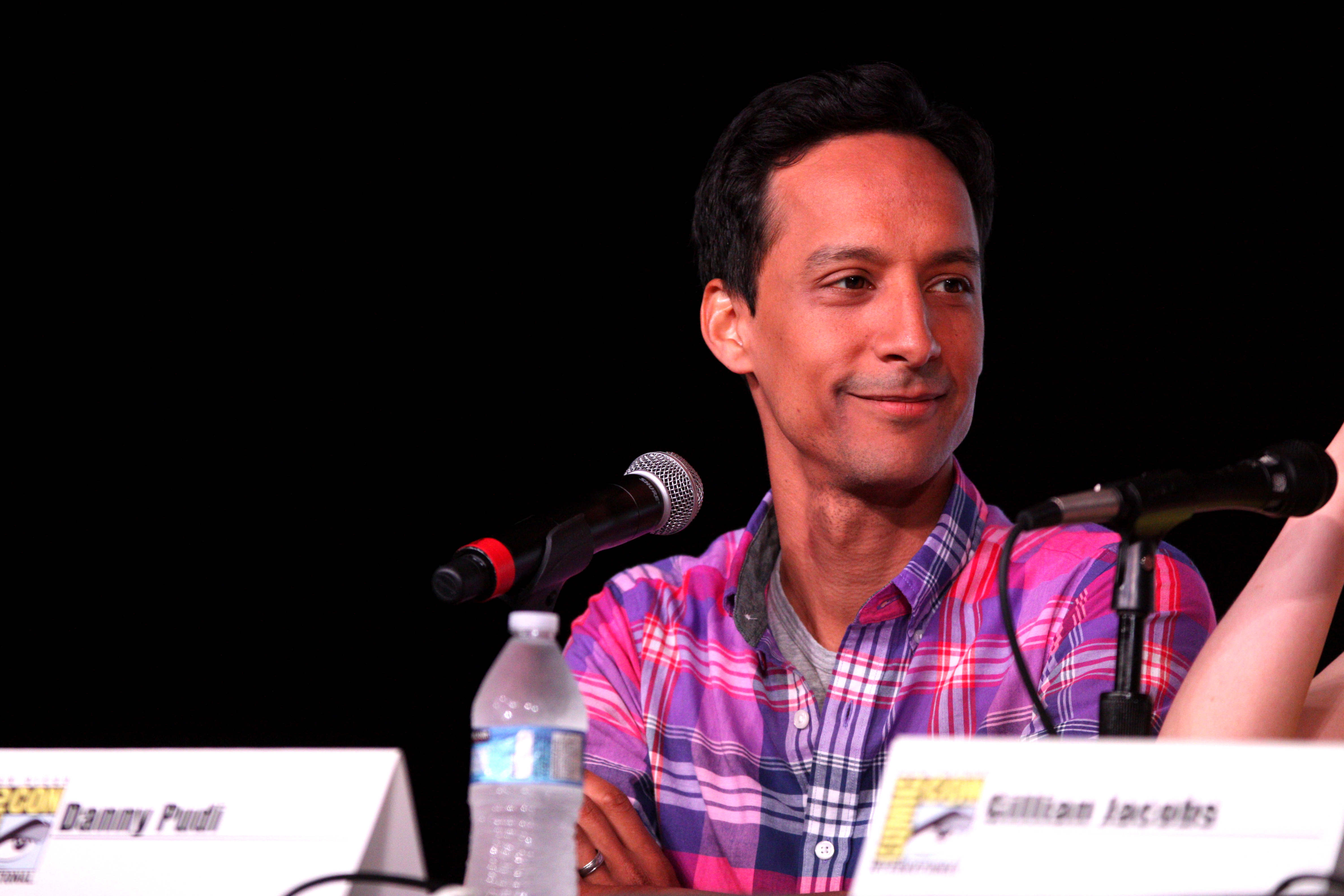
Au Comic-Con de San Diego 2012.

### Cinéma
- 2009 : Road Trip: Beer Pong : Arash
- 2011 : La Revanche du Petit Chaperon rouge : Little Boy Blue (voix)
- 2012 : Maman, j'ai raté ma vie : Sanjay
- 2013 : The Pretty One (en) : le docteur Rao
- 2013 : Vijay and I : Rad
- 2013 : Knights of Badassdom de Joe Lynch : Lando
- 2014 : Captain America : Le Soldat de l'hiver : un soldat des communications
- 2015 : Larry Gaye: Renegade Male Flight Attendant (en) : Nathan Vignes
- 2015 : The Tiger Hunter (en) : Sami Malik
- 2016 : Star Trek Beyond : Fi'Ja
- 2017 : Les Schtroumpfs et le Village perdu : Schtroumpf à lunettes (voix)

### Télévision
- 2006 : Urgences (série télévisée, saison 12, épisode 17) : Mahir Kardatay
- 2006 : Gilmore Girls (série télévisée, 4 épisodes) : Raj
- 2007-2008 : Greek (série télévisée, 4 épisodes) : Sanjay
- 2008 : The Bill Engvall Show (série télévisée, saison 2, épisode 9) : Josh
- 2009-2015 : Community (série télévisée, 110 épisodes) : Abed Nadir
- 2011 : Cougar Town (série télévisée, saison 2, épisode 21) : Chad
- 2011 : Chuck (série télévisée, saison 5, épisode 5) : Vali Chandrasekaren
- 2013 : Hot in Cleveland (série télévisée, saison 4, épisode 13) : Tommy
- 2013 : Royal Pains (série télévisée, saison 5, épisode 4) : Garrett
- 2016 : Powerless (série télévisée) : Teddy
- 2017 : DuckTales (série télévisée) : Riri Duck (voix)
- 2020-2025 : Mythic Quest (série télévisée) : Brad Bakshi
- depuis 2022 : Transformers: EarthSpark (série télévisée) : Bumblebee (voix)
- depuis 2024 : Avatar, le dernier maître de l'air (série télévisée) : Saï

## Distinctions
Cette section récapitule les principales récompenses et nominations obtenues par Danny Pudi. Pour une liste plus complète, se référer à l'Internet Movie Database.

### Récompenses
- 2012 : TV Guide Award de la meilleure distribution pour Community

### Nominations
- 2011 : Critics' Choice Television Award du meilleur acteur dans un second rôle dans une série comique pour Community
- 2011 : Television Critics Association Award du meilleur acteur dans une série comique pour Community
- 2012 : Critics' Choice Television Award du meilleur acteur dans un second rôle dans une série comique pour Community
- 2012 : Online Film & Television Award du meilleur acteur dans un second rôle dans une série comique pour Community
- 2013 : Critics' Choice Television Award du meilleur acteur dans un second rôle dans une série comique pour Community